# Ytdiagram

Exempel på ett ytdiagram

Ytdiagram är en diagramtyp av liknande modell som linjediagram men som har överlappande eller staplade ytor.
Denna typ av diagram infördes av den tyske statistikern August Friedrich Wilhelm Crome.